# 紫萼秦岭香科科
紫萼秦岭香科科（学名：Teucrium tsinlingense var. porphyreum）为唇形科香科科属下的一个变种。

## 扩展阅读
- 維基物種上的相關：紫萼秦岭香科科